# 노신로
노신로(Nosin-ro,)는 강원특별자치도 화천군 화천읍 에서 상서면 노동삼거리 을 잇는 강원특별자치도의 도로이다.

## 주요 경유지
강원특별자치도
- 화천군 (화천읍 . 상서면)

## 노선
| 이름       | 접속 노선             | 소재지 | 소재지 | 비고 |
| ---------- | --------------------- | ------ | ------ | ---- |
| (이름없음) | 강변로 상승로         | 화천군 | 화천읍 |      |
| 용신교     |                       | 화천군 | 화천읍 |      |
| 동지화교   |                       | 화천군 | 화천읍 |      |
| 파소2교    |                       | 화천군 | 화천읍 |      |
| 신노교     |                       | 화천군 | 화천읍 |      |
| 갈골교     |                       | 화천군 | 상서면 |      |
| 노동삼거리 | 국도 제5호선 (영서로) | 화천군 | 상서면 |      |

## 주요 시설및 건물
- 경동택배 강원화천신읍651영업소 (노신로 36/신읍리 651-16)